# Козиці-Гурні
Козиці-Гурні (пол. Kozice Górne) — село в Польщі, у гміні П'яскі Свідницького повіту Люблінського воєводства.
Населення — 178 осіб (2011).

## Демографія
Демографічна структура станом на 31 березня 2011 року:
|          | Загалом | Допрацездатний вік | Працездатний вік | Постпрацездатний вік |
| -------- | ------- | ------------------ | ---------------- | -------------------- |
| Чоловіки | 90      | 20                 | 58               | 12                   |
| Жінки    | 88      | 15                 | 45               | 28                   |
| Разом    | 178     | 35                 | 103              | 40                   |